# セレブな彼女の落とし方
『セレブな彼女の落とし方』（セレブなかのじょのおとしかた、My Boss's Daughter）は、2003年のアメリカ合衆国のロマンティック・コメディ映画。
監督はデヴィッド・ザッカー、出演はアシュトン・カッチャーとタラ・リードなど。
厳格な社長の娘に恋してしまった青年のドタバタ騒動を描いている。
日本では劇場未公開だが2010年11月17日にDVDが発売された他、2011年11月23日にWOWOWで放送された。

## ストーリー
大手出版社「フクロウ出版社」の企画部に勤めているトムは気弱で不器用な青年。堅物で厳格な社長ジャックを恐れているが、その娘リサに片想いをしていた。ある日、リサに家に来るように言われたトムは喜び勇んで赴くが、実はリサの依頼は、ジャックが溺愛しているフクロウ「OJ」の世話をするために留守番をして欲しいというものだった。仕方なく、トムは留守番を引き受ける。
ところが、リサの兄レッド、ジャックにクビにされた秘書のオードリー、更に麻薬の売人T・Jなど、次々と現れるおかしな連中の傍若無人な行動で、家の中は滅茶苦茶、OJも逃げ出してしまう。ジャックにクビにされると慌てたトムはOJを探しに行くが、行く先々でトラブルに巻き込まれる。そんな中、リサが恋人ハンスとけんか別れして帰宅する。傷心のリサを慰めるうちに、トムとリサは急接近する。また、T・Jが暴れ出した際のトムの勇気ある行動で2人の仲は確固たるものとなる。そこにジャックからトムに迎えにくるよう連絡が来る。トムがジャックを迎えに行っている間、家に残された連中が手分けして家を元通りに戻す。何とか家は元通りになるが、OJは戻らない。
ところがジャックを助手席に乗せ、トムが運転する車にOJが飛び込み、運転不能になった車はジャックの家に飛び込んでしまう。そして勘違いしたトムがジャックを侮辱する言動を取ったことから、駆けつけた警察にトムは連行されてしまう。
翌朝、ジャックとともに仕事でタイに向かうことになったリサにレッドは、自分の子供よりもフクロウを愛するような父親の言いなりなるなと諭す。そしてそれをたまたま盗み聞きしていたジャックも考えを改めるようになる。レッドが父親から盗み取った金で保釈されたトムがリサを追って空港に駆けつけると、トムはリサと結ばれるだけでなく、ジャックからも大きな仕事を任されることになる。こうして「フクロウ出版社」は自由でオープンな社風の会社に生まれ変わる。

## キャスト
トム・スタンスフィールド
演 - アシュトン・カッチャー、日本語吹替 - 田丸裕臣
大手出版社「フクロウ出版社」の企画部に勤める気弱な青年。
リサ・テイラー
演 - タラ・リード、日本語吹替 - 本多真梨子
トムが片想いしている社長令嬢。父親に完全に支配されている。
オードリー・ベネット
演 - モリー・シャノン、日本語吹替 - うさみともこ
ジャックの秘書。まずいコーヒーを出したことでクビになる。
レッド・テイラー
演 - アンディ・リクター、日本語吹替 - 依田夏生
リサの兄。問題ばかり起こすため実家に近づくことを禁じられている。
ジャック・テイラー
演 - テレンス・スタンプ、日本語吹替 - 里卓哉
フクロウ出版社の社長。リサの父親。堅物で偏屈。フクロウのOJを溺愛している。
T.J.
演 - マイケル・マドセン、日本語吹替 - 山口りゅう
麻薬の売人。
スパイク
演 - タイラー・ラビーン
オードリーの恋人。
アーサー
演 - パトリック・クランショウ
テイラー家の隣に住む老人。
シェリル
演 - アンジェラ・リトル
アーサーの若妻。
ティナ
演 - カルメン・エレクトラ
オードリーの友人。逃げたOJ探しを手伝う。巨乳。
ダリル
演 - ロン・セルモア
オードリーの友人。逃げたOJ探しを手伝う。
ハンス
演 - キーナン・トンプソン
リサの元恋人。
ガートルード
演 - シャーロット・ザッカー
OJが逃げ込んだ家の老女。
ジョージ
演 - ジム・バーンズ
ガートルードの甥。盲目で足が不自由。
ポール
演 - ジョン・エイブラハムズ
トムの同僚で友人。
ケン
演 - ジェフリー・タンバー
ジュリーの父親。
ジュリー
演 - エヴァー・キャラダイン
デート相手を待っている女性。頭に怪我をしている。
スピード
演 - デヴィッド・ケックナー
オードリーの友人。逃げたOJ探しを手伝う。
スミス
演 - ダン・ジョフレ、日本語吹替 - 依田夏生
ヘンダーソン
演 - デイヴ・フォーリー（クレジットなし）、日本語吹替 - 徳石勝大
トムの同僚。常にジャックにクビと言われ続ける。

## 作品の評価
Rotten Tomatoesによれば、批評家の一致した見解は「攻撃的で、支離滅裂で、演技も演出も下手くそ。」であり、74件の評論のうち高評価は8%にあたる6件で、平均点は10点満点中2.70点となっている。
Metacriticによれば、19件の評論のうち、高評価はなく、賛否混在は2件、低評価は17件で、平均点は100点満点中15点となっている。